# Троянов Микола Олексійович
Микола Олексійович Троянов (16 грудня 1921, Косицьке, Новгородська губернія, РРФСР — 25 березня 2016, Миколаїв) — радянський і український театральний актор і режисер, драматург, публіцист.

## Життєпис
Народився у селі Косицьке, нині Батецького району Новгородської області Росії.
До лав РСЧА призваний у 1939 році, закінчив полкову школу молодших командирів. Учасник німецько-радянської війни з 22 червня по 10 жовтня 1941 року та з 11 січня по 9 травня 1945 року. Війну закінчив на посаді командира стрілецької роти 321-го стрілецького полку 15-ї стрілецької дивізії 65-ї армії, лейтенант.
У 1946 році вступив та у 1950 році з відзнакою закінчив Театральне училище імені М. С. Щепкіна при Малому театрі в Москві.
З 1950 по 1960 роки працював актором Російського театру імені Грибоєдова в Тбілісі (Грузія).
З 1960 по 1974 роки — актор Миколаївського театру імені В. П. Чкалова. У 1963 році створив у Миколаєві Народний драматичний театр, де були поставлені більше 100 п'єс.
За роки літературної творчості М. О. Троянов написав близько двох десятків п'єс, видав 6 книжок, в яких опубліковані його драматичні твори, мемуари, вірші, балади.

## Нагороди і почесні звання
Нагороджений українським орденом Богдана Хмельницького 3-го ступеня (14.10.1999), радянськими орденами Вітчизняної війни 1-го ступеня (11.03.1985), Червоної Зірки (22.03.1945) і медалями.
За значні заслуги в розвитку культури і театрального мистецтва нагороджений званням «Заслужений артист Грузинської РСР» (1957).
Почесний член Миколаївського Пушкінського клубу. Визнаний «Городянином року-2000» у номінації «Мистецтво».
Рішенням Миколаївської міської ради від 27 вересня 2001 року № 34/2 присвоєне звання «Почесний громадянин міста Миколаєва».